# Distretto di Jiutai
Il distretto di Jiutai (九台区S, Jiǔtái QūP) è un distretto della Cina, situato nella provincia di Jilin e amministrato dalla prefettura di Changchun.